# Michael Bevan
Pour les articles homonymes, voir Bevan.
Michael Gwyl Bevan (né le 8 mai 1970 à Belconnen, ACT), parfois surnommé Bevo, est un ancien joueur de cricket international australien. Il fut l'un des meilleurs batteurs que l'équipe d'Australie ait connu en One-day International pour sa capacité à sortir la sélection de situations délicates et pour son extraordiaire moyenne de runs par innings. Il joua 232 ODI durant sa carrière internationale et fit partie de l'équipe qui a remporté la coupe du monde en 1999 et en 2003.

## Carrière
Michael Bevan débute en first-class cricket lors de la saison 1989-90 et marque son premier century lors de son premier match. Il gagne sa place en sélection en 1994. Cette année-là, il dispute son premier One-day International en avril puis son premier test en septembre. Si sa carrière en Test cricket ne dure que 4 ans et 18 matchs, il devient un joueur essentiel de l'équipe d'Australie en tant que middle-order batsman en ODI, généralement entre les positions 4 et 6. Sa capacité à faire gagner la sélection lorsque les premiers batteurs sont défaillants lui vaut le surnom de « The Finisher » et il finit de not out 67 fois en 196 innings joués en ODI. Sa performance la plus notable en ce sens est le match du 1er janvier 1996 contre les Indes occidentales au Sydney Cricket Ground, lorsque l'équipe d'Australie est réduite à 6/38 puis 7/74 alors qu'elle doit marquer 173 runs. Ses 78 runs en 150 minutes permirent à la sélection de remporter le match à la dernière balle jouée.
Après deux coupe du monde remportées en 1999 et en 2003 et une moyenne record de 53.58 runs par innings, les sélectionneurs arrêtent de faire appel à lui en 2004. Il signe dans la foulée un contrat avec les Tasmanian Tigers et marque un record de 1464 runs en une saison de Pura Cup dont huit centuries à une moyenne de 97.60, sans pour autant que l'on fasse à nouveau à lui en équipe nationale. Après une opération au genou, il ne fait plus que quelques apparitions avec les Tigers lors des séances 2005-2006 et 2006-2007. Le 17 janvier 2007, il annonce qu'il décide d'arrêter sa carrière à cause de ses blessures.

## Équipes

### Joueur
- Australie-Méridionale
  - First-class cricket, List A cricket : 1989-90
- Nouvelle-Galles du Sud
  - First-class cricket, List A cricket : 1990-91 - 2003-04
- Yorkshire
  - First-class cricket, List A cricket : 1995 - 1996
- Sussex
  - First-class cricket, List A cricket : 1998 - 2000
- Leicestershire
  - First-class cricket, List A cricket : 2002
- Kent
  - First-class cricket, List A cricket : 2004
- Tasmanie
  - First-class cricket, List A cricket : 2004-05 - 2006-07
- Chennai Superstars (ICL) : 2008

### Entraîneur
- Chennai Superstars (ICL) : 2007 - 2008

## Sélections
- 18 sélections en Test cricket (1994 - 1998)
- 232 sélections en One-day International (1994 - 2004)

## Palmarès
- Vainqueur de la coupe du monde en 1999
- Vainqueur de la coupe du monde en 2003

## Records
- Meilleure moyenne de runs par innings en ODI[4], pour un joueur ayant achevé sa carrière: 53,58 runs par innings[5].